# 九龍巴士248P線
九龍巴士248P線是香港新界一條已停辦的早上繁忙時間巴士路線，平日由駿景園單向前往荃灣西站，亦是所有城門隧道巴士路線中，收費最便宜的一條。

## 歷史
- 1997年5月12日：投入服務，本路線同時輔助於平日早上不經沙田市中心的九龍巴士47X線。
- 1997年8月15日：加停城門隧道轉車站，按照過城隧後的分段收費，於轉車站乘搭本路線需另付車資$1.2。
- 2000年9月17日：配合城門隧道巴士路線展開空調化計劃，於轉車站乘搭本路線不需再另付車資。
- 2003年10月26日：總站由荃灣碼頭遷往荃灣西站。
- 2013年8月24日：取消服務，由88K線的轉乘優惠取代。

## 服務時間及班次
駿景園開：
- 星期一至六：07:40、08:00

星期日及公眾假期不設服務

## 收費
全程：$7.5
- 過城門隧道轉車站後往荃灣西站：$5.5

不設八達通轉乘優惠，只有用八達通轉乘269D才能再享有九巴大欖隧道線八達通轉乘優惠。

## 使用車輛
本線主要的用車由沙田車廠抽調，沒有固定車型，主要由87D線抽調。

## 行車路線
經：樂信徑、樂景街、火炭路、大埔公路-沙田段、沙田市中心巴士總站、沙田正街、橫壆街、源禾路、沙田鄉事會路、大埔公路-沙田段、城門隧道公路、城門隧道、和宜合交匯處、和宜合道、昌榮路、青山公路-葵涌段、青山公路-荃灣段及大河道。

## 沿線車站
| 駿景園開                  | 駿景園開         | 駿景園開               |
| 序號                      | 車站名稱         | 位置                   |
| ------------------------- | ---------------- | ---------------------- |
| 1                         | 駿景園巴士總站   | 駿景園巴士總站         |
| 2                         | 銀禧花園         | 樂景街                 |
| 3                         | 火炭站           | 樂景街                 |
| 4                         | 沙田市中心       | 沙田市中心巴士總站     |
| 大埔公路-沙田段至城門隧道 |                  |                        |
| 5                         | 城門隧道轉車站   | 城門隧道公路           |
| 和宜合交匯處              |                  |                        |
| 6                         | 可風中學         | 和宜合道               |
| 7                         | 梨木樹邨         | 和宜合道               |
| 8                         | 和宜合道運動場   | 和宜合道               |
| 9                         | 昌榮路           | 昌榮路                 |
| 10                        | 健全街           | 青山公路－葵涌段       |
| 11                        | 大窩口站         | 青山公路－葵涌段       |
| 12                        | 眾安街           | 青山公路－荃灣段       |
| 13                        | 大河道           | 大河道                 |
| 14                        | 荃灣西站巴士總站 | 荃灣西站公共運輸交匯處 |

## 外部連結
- 九巴248P線—九龍巴士